# Das ewige Spiel
Pour plus de détails, voir Fiche technique et Distribution.
Das ewige Spiel (en français, Le Jeu éternel) est un film allemand réalisé par František Čáp, sorti en 1951.

## Synopsis
Marie Campenhausen se sent négligée par son mari Ulrich, qui est constamment en voyage d'affaires, et a donc depuis longtemps une liaison avec l'architecte Werner Donatus. Lorsqu'elle veut faire un voyage à l'étranger avec Werner, Ulrich rentre soudainement à la maison d'un voyage d'affaires et soupçonne un rival en Werner, qui apparaît peu de temps après. La conversation entre les hommes, que Marie essaie de décrire comme une réunion de travail, est glaciale. Ulrich dit à mots couverts qu'il sait la relation, mais Marie ne peut pas lui manifester après le départ de Werner et s'enfuit dans l'hiver de Ratisbonne. Au coin d'une rue qui devient par magie une impasse, elle rencontre une vieille femme qui lui montre ses trois versions de son destin dans un verre brisé.
La légende du fondeur de cloches, vers 1500
Marie est mariée au fondeur de la cloche respecté Werner Donatus. Il doit verser la grosse cloche de la cathédrale de Ratisbonne dans les prochains jours. Marie a une liaison avec conseiller Ulrich Campenhausen, qui a tendance à se faufiler dans sa chambre la nuit, car il connaît le propriétaire du bâtiment de la fonderie de cloches. La population superstitieuse, qui voit de temps en temps un homme avec des vêtements pourpres disparaître dans la maison de Werner Donatus, croit que Marie a une liaison avec le Diable. Werner Donatus découvre la liaison et tue Ulrich la nuit alors qu'Ulrich était venu regarder le liquide métallique être versé. Werner brûle le corps dans le moule de la cloche. Le peuple, cependant, croit à l'enchantement de Marie par Ulrich, qui est finalement brûlée comme une sorcière.
La légende du crucifix, 1661
Marie est la fille d'un riche patricien et, selon la volonté de la mère, elle épousera le marchand tout aussi riche Ulrich Campenhausen. Cependant, son cœur appartient au sculpteur Werner Donatus qui l'a prise pour modèle d'une figure sainte. Lorsque sa mère de Marie interdit à Werner de la voir, celui-ci s'enivre et vient dans la cathédrale pour inaugurer la sainte figure d'une façon honteuse. Marie ne peut ignorer la honte publique. Sous la pression de sa famille, elle se fiance à Ulrich. Werner continue de se détériorer jusqu'au jour où son vieux professeur Martin le trouve ivre dans la rue. Il essaie de donner à son protégé le courage de revivre en lui transmettant un ordre qui lui est soi-disant destiné de créer une figure de Jésus sur la croix pour la nef centrale de la cathédrale. Werner tombe gravement malade du travail qui, en réalité, ne vient d'aucune mission. Marie apprend son état et laisse son fiancé et sa famille pour s'occuper de lui. Mais les médicaments sont chers et l'argent ne peut être obtenu que grâce à un prêt d'Ulrich. L'engagement est elle-même et elle accepte donc un nouvel engagement dans son besoin. Une fois qu'elle a le médicament salvateur, elle se précipite vers Werner, qu'elle trouve mort.
La légende du duel, 1850
Marie est une simple blanchisseuse poursuivie depuis longtemps par le lieutenant Werner von Donatus. Marie devient de plus en plus terrifiée jusqu'au jour où elle se réfugie dans une église pour le fuir et, dans sa panique, grimpe au clocher. Il ne va pas plus loin, mais celui qui l'a suivie alors n'est pas Werner, mais le Rittmeister Ulrich comte de Campenhausen, qui avoue son amour et lui demande de devenir sa femme. Elle est d'accord, mais est d'abord reçue avec suspicion par sa famille et ses employés, car Ulrich doit quitter ses fonctions d'officier en raison de son mariage et renoncer au majorat. Mais Marie réussit à conquérir le cœur de la famille à sa manière. Werner von Donatus, cependant, ne peut pas surmonter son échec et une remarque désobligeante à propos de Marie donne rapidement une invitation d'Ulrich au duel. Ulrich est tué dans ce duel. Marie, qui accourut vers les hommes sur le terrain, devient folle.
Après ces trois histoires, Marie se rend compte à présent que cette vieille femme est la Maris de ces trois histoires. Marie rentre chez elle et sait maintenant qu'elle ne fera que donner son amour à Ulrich.

## Fiche technique
- Titre : Das ewige Spiel
- Réalisation : František Čáp
- Scénario : František Čáp, Johannes Kai
- Musique : Bert Grund (de)
- Direction artistique : Bruno Monden, Hermann Warm
- Costumes : Rochus Gliese
- Photographie : Georg Krause
- Son : Erich Leistner, Walter Rühland, Ernst Walter
- Montage : Friedel Buckow
- Production : František Čáp, Wilhelm Sperber, Heinrich Schier (de)
- Société de production : Merkur Film A/S
- Société de distribution : Allianz Filmverleih
- Pays d'origine :  Allemagne de l'Ouest
- Langue : allemand
- Format : Noir et blanc - 1,37:1 - mono - 35 mm
- Genre : Mélodrame
- Durée : 94 minutes
- Dates de sortie :
  -  Allemagne de l'Ouest : 22 mars 1951.
  -  Autriche : 7 décembre 1951.

## Distribution
- Cornell Borchers : Marie Campenhausen
- Willy Birgel : Ulrich Campenhausen
- Will Quadflieg : Werner Donatus
- Margarete Haagen
- Otto Gebühr
- Wolfgang Büttner
- Edith Schultze-Westrum
- Herta Worell (de)
- Malte Jaeger
- Rolf Moebius
- Ruth Killer (de)
- Gertrud Wolle (de)
- Robert Michal
- Harald Mannl (de)

## Source de traduction
- (de) Cet article est partiellement ou en totalité issu de l’article de Wikipédia en allemand intitulé « Das ewige Spiel » (voir la liste des auteurs).